# Проезд Кадомцева
Проезд Кадо́мцева — улица на севере Москвы, в Ростокино Северо-Восточного административного округа от Будайской улицы до железной дороги Ярославского направления. Назван в 1967 году в честь Эразма Самуиловича Кадомцева (1881—1965) — большевика, руководителя боевых организаций на Южном Урале в 1905 и 1917 годах.

## Расположение
Проходит на юго-восток вдоль левого берега реки Яузы, начинается от парка северного крыла Ростокинского акведука за гольфовым полем, автомобильное движение начинается от Будайской улицы, заканчивается проезд у пересечения Яузы с железной дорогой. По другую сторону Яузы находится Рижский проезд и улица Касаткина, за железной дорогой — лесной массив Лосиного острова. На проезде Кадомцева река Будайка, забранная здесь в коллектор, впадает в Яузу.

## Учреждения и организации
- Дом 11, корпус 1 — спортивно-технический комплекс «Ростокино»;
- Дом 13 — поликлиника № 99 СВАО;
- Дом 15 — детский сад № 1419.